# Yahya ben Tamim
Pour les articles homonymes, voir Yahya.
Yahya ben Tamim, est un souverain de la dynastie des Zirides d'Ifriqiya, successeur de son père Tamim. Il règne de 1108 à 1116.

## Biographie
Dès le début de son règne, Yahya se signale par la prise de Clypea (Kélibia), forteresse dont le commandant, s'était déclaré indépendant. Ayant ensuite appris que les habitants de Sfax avaient déposé son fils Ali, il parvient à les ramener à l'obéissance en jouant de leurs divisions. Il renoue avec les Fatimides en reconnaissant leur suzeraineté. Le calife Mansur al-Amir bi-Ahkam Allah lui envoie  des lettres de félicitation et un riche cadeau.
Il fait mettre en chantier une flotte dans le but d'attaquer les chrétiens. Il envoie alors plusieurs expéditions contre les Français, les Génois, et les Sardes. Il acquiert ainsi une grande renommée.
En avril 1116, il meurt subitement dans son palais. D'après Ibn Idhari, il aurait été assassiné par deux ou trois de ses frères qu'il avait bannis. Son fils Ali, lui succède (1115-1121).